# Frea nigrohumeralis
Frea nigrohumeralis là một loài bọ cánh cứng trong họ Cerambycidae.